# Stepas Butautas
Stepas Butautas (* 25. August 1925 in Kaunas, Litauen; † 22. März 2001 in Kaunas) war ein litauischer Basketballtrainer und -spieler.

## Leben

### Hochschulkarriere
1948 absolvierte Butautas das Studium am Kūno kultūros institutas (KKI) und lehrte von 1951 bis 1975 am Kauno politechnikos institutas (KPI) in Kaunas. Seit 1962 war er Mitglied der KPdSU. Ab 1971 war er Leiter des Lehrstuhls für Physische Bildung am KPI, ab 1978 Leiter des Lehrstuhls für Sportspiele am KKI.

### Sportkarriere
Butautas war von 1947 bis 1953 als Spieler von Žalgiris Kaunas Mitglied der Basketballnationalmannschaft der UdSSR und gewann bei Basketball-Europameisterschaften drei Goldmedaillen. 1952 gewann er bei den Olympischen Spielen im finnischen Helsinki die Silbermedaille. Nach dem Ende seiner aktiven Karriere war er neben seiner Hochschullehrertätigkeit auch von 1958 bis 1964 Trainer des Damennationalteams der UdSSR. Mit der Damenauswahl gewann er 1959 erstmals den Weltmeisterschaftstitel, der 1964 verteidigt werden konnte, sowie dreimal die Goldmedaille bei den Europameisterschaften. Von 1967 bis 1970 war er Trainer der Kubanischen Nationalmannschaft der Herren, mit der er an den Olympischen Spielen 1968 in Mexiko-Stadt teilnahm sowie an der Endrunde der Basketball-Weltmeisterschaft 1970. Von 1975 bis 1978 war er zudem Cheftrainer von Žalgiris.

### Familie
Sein Sohn Ramūnas (* 1964) ist ebenfalls ein erfolgreicher Basketballtrainer und -spieler.